# Confrontations israélo-syriennes pendant la guerre civile syrienne
Guerre civile syrienne
Batailles
Confrontations israélo-syriennes pendant la guerre civile syrienne
- Tiyas (10 février 2018)
- Tiyas (9 avril 2018)
- Lattaquié (17 septembre 2018)
- Deir ez-Zor (13 janvier 2021)
- Consulat iranien de Damas (1er avril 2024)

Les confrontations israélo-syriennes pendant la guerre civile syrienne sont des combats et des bombardements entre l'armée de défense d'Israël, les forces armées syriennes, le Hezbollah, le Jihad islamique palestinien et l'État islamique.
Depuis 2013, Israël bombarde de manière répété le territoire syrien ciblant particulièrement les forces iraniennes et le Hezbollah. L'objectif d'Israël est d'empêcher les Iraniens et leurs auxiliaires de s'implanter militairement en Syrie afin de menacer et attaquer Israël à partir du territoire syrien et de construire une ligne logistique d’approvisionnement d'armes d'Iran au Hezbollah au Liban ainsi qu'aux différents groupes armés en Palestine.
Ce conflit est la résultante de l'occupation par l'état d'Israël du plateau du Golan, territoire syrien occupé depuis la guerre des Six Jours (cette annexion a été condamnée et considérée comme illégale par la communauté internationale dans le cadre de la résolution 497 du Conseil de sécurité des Nations unies adoptée à l'unanimité le 17 décembre 1981).
Elle s'inscrit dans un cadre plus large d'opposition à l'occupation israélienne en Palestine de la part du régime iranien et à la lutte de l'état d'Israël contre la résistance armée. L'état d'Israël accusant l'Iran d'utiliser cette zone pour encourager, financer et armer le Hezbollah libanais, ainsi que d'autres organisations palestiniennes dans le cadre du conflit israélo-palestinien : le Hamas, le Jihad islamique palestinien et le Front populaire de libération de la Palestine-Commandement général, installé en Syrie.

## Contexte

### Plateau du Golan
Le plateau du Golan a été partiellement conquis par Israël pendant la guerre des Six Jours. Pendant la guerre du Kippour, il est repris par les Syriens, mais la contre-attaque israélienne permet de le reprendre, plus un terrain supplémentaire. L'accord d'armistice du 30 mai 1973 a fait de ce terrain une zone tampon administrée par l'ONU
Le bataillon de casques bleus affectés à cette zone est la FNUOD, la Force des Nations unies chargée d'observer le dégagement.
Ayant signé un armistice mais pas de traité de paix, Israël et la Syrie restent en guerre. Toutefois aucun incident ne relance la guerre pendant près de 40 ans.
Quand la Syrie se retrouve en guerre civile, des combats ont lieu à la frontière entre forces loyales au gouvernement et rebelles. Les Israéliens ripostent régulièrement à des tirs traversant la frontière, même s'il est impossible de savoir si ces tirs sont accidentels ou volontaires, ni s'ils proviennent des rebelles ou de l'armée.

### Incidents antérieurs à la guerre civile syrienne
En 2011, les Palestiniens de Syrie organisent une marche verte (tentative de prise d'un territoire par invasion d'une foule non-armée) vers les positions israéliennes. Ils sont repoussés par les tirs israéliens et les gaz lacrymogènes (les reporters présents ont critiqué les soldats pour avoir utilisé les armes à feu avant les gaz lacrymogènes).
Des chars syriens avaient déjà violé, le 2 novembre 2012, la zone démilitarisée du Golan, administrée par l'ONU, et avaient fait feu sur une patrouille israélienne. Trois jours plus tard, le 5 novembre, Israël dépose une plainte au Conseil de sécurité des Nations unies déclarant que la Syrie a violé l'accord d'armistice.

### Implication iranienne en Syrie
L'intervention de l'Iran dans la guerre civile syrienne commence dès son début en 2011 avec la réorganisation des combattants pro-régime, appuyées par le Hezbollah auxquels elle se joint et un soutien financier évalué entre 6 et 35 milliards de dollars par an par l'ONU.
En octobre 2015, les forces iraniennes en Syrie représentent environ 5 000 pasdarans en plus des milliers de combattants du Hezbollah, soit de quinze à vingt mille hommes ainsi que des miliciens chiites venus du Liban, d’Irak et d’Afghanistan recrutés, pour certains de force, et formés en Iran. Elles les équipent en armes légères et lourdes.
En 2016, le général iranien Ali Arasteh, annonce que des commandos de l'armée régulière iranienne ont été envoyés en Syrie comme « conseillers ».

## Chronologie

### Incidents sur le Golan
Le 11 novembre 2012, après le déploiement de mortiers syriens dans le gouvernorat de Kuneitra, les Syriens font feu près d'un avant-poste militaire israélien sur le plateau du Golan, occupé par Tsahal. Les Israéliens ripostent par des tir de sommation et menacent de représailles si les attaques continuent. Il s'agit du premier incident frontalier entre les deux pays depuis la fin de la guerre du Kippour. La Syrie et Israël revendiquent le Golan, capturé à la Syrie en 1967.
Le 12 novembre 2012, l'armée syrienne combat les positions rebelles dans le village de Bariqa situé près de la frontière israélienne. Les rebelles, environ 200, sous le feu de l'artillerie lourde gouvernementale, sont expulsés près de la frontière et un obus syrien tombe près de Tel Hazeka sur le plateau du Golan. Israël réagit en bombardant les positions syriennes avec ses chars Merkava ; deux soldats syriens auraient été blessés dans les échanges de tirs,,.
Le 17 novembre 2012, un autre incident a lieu lorsque l'armée syrienne fait feu sur une patrouille israélienne près de la zone démilitarisée, endommageant un véhicule. L'artillerie israélienne répond en bombardant les positions syriennes et rapporte que plusieurs soldats syriens pourraient avoir été tués dans l'incident.
Le 25 novembre 2012, des combats entre les rebelles et l'armée syrienne éclatent de nouveau près de la frontière. Israël n'exerce toutefois pas de représailles.
Le 23 septembre 2014, un missile Patriot de l’armée israélienne abat un bombardier Soukhoï Su-24 syrien au-dessus du Golan. Selon la radio israélienne, l'appareil a pénétré de 800 mètres dans l'espace aérien qu'Israël contrôle. Le ministère de la Défense israélien a déclaré que l'avion a franchi la ligne frontalière entre les deux pays. Les deux pilotes auraient néanmoins réussi à s'éjecter et à retomber en territoire syrien,.
Le 28 janvier 2015, deux soldats israéliens sont tués dans la région des fermes de Chebaa dans l'extrême nord du Golan, lors d'une série d'attaques lancées depuis le Liban et revendiquées par le Hezbollah. La riposte israélienne par des tirs d'obus cause la mort d'un casque bleu espagnol.
Le 2 août 2018, 7 combattants de l'état islamique tentent de pénétrer sur le Golan, mais ils sont repoussés par des frappes aériennes de l'armée israélienne sur la partie syrienne du Golan.
Le 23 décembre 2018, des hommes armés tentent de pénétrer en Israël par la ligne Alpha sur le Golan. Ils sont repoussés après un échange de tirs avec l'armée israélienne.

### Raids israéliens

#### 2013
Le 29 janvier 2013, l'aviation israélienne effectue un raid aérien contre le centre de recherches de Jamraya, au nord de Damas (centre de recherches sur les armes non conventionnelles). Le centre est détruit par six missiles et deux employés sont tués. Tsahal nie d'abord, puis plus tard explique que l'objectif était un convoi de l'armée syrienne. En fait, ce sont seize avions de combat israéliens qui, dans la journée du raid, seraient passés par l'espace aérien libanais, selon l'armée libanaise,.
Le 31 janvier 2013, des avions israéliens mènent un raid contre un convoi de l'armée syrienne au nord de Damas transportant des missiles sol-air SA-17 qui auraient été destinés au Hezbollah.
Le 28 avril 2013, un avion israélien aurait survolé le palais présidentiel d'el-Assad et attaqué un centre de recherche d'armes chimiques près de Damas selon l'ASL.
Dans la nuit 3 au 4 mai, des avions israéliens ciblent un ou plusieurs convois syriens transportant des armes destinées au Hezbollah.
Le 5 mai 2013, six autres attaques aériennes israéliennes sont menées contre des cibles militaires dans la région de Damas, tuant 15 soldats syriens. L'agence officielle Sana du régime syrien dénonce une « attaque aux missiles contre le centre de recherches de Jamraya »,. Alors que le gouvernement syrien dénonce le lien entre « Israël et les groupes terroristes », l'Égypte et la Ligue arabe  demande au Conseil de sécurité de l'ONU de faire pression sur Israël afin que ces attaques cessent. La Syrie annonce à la Russie qu'elle « ne laisserait pas sans réponse le raid israélien contre son territoire ». Deux batteries de missiles sont notamment pointées sur le territoire israélien, « prêts à frapper des cibles précises » selon les sources syriennes, alors que les Israéliens ont déployé également deux batteries anti-missiles à la frontière syrienne, craignant une riposte de la part de Damas.
Le secrétaire-général de l'ONU Ban Ki-moon appelle à « éviter une escalade ». Le président américain Barack Obama refuse tout commentaire mais réitère le droit d'Israël à se défendre contre une attaque chimique du Hezbollah.

#### 2014
Le 18 mars 2014, au cours de la guerre de Syrie, l'armée israélienne mène des raids aériens et d'artillerie contre des positions militaires syriennes (notamment un quartier général militaire syrien, un centre de formation et des batteries d'artillerie), quelques heures après qu'une explosion à la bombe artisanale aurait blessé quatre de ses soldats sur le plateau du Golan.
Le 22 juin 2014, un enfant arabe israélien de 13 ans est tué et deux personnes sont blessées dans le plateau du Golan par des tirs venus de Syrie. L'armée israélienne bombarde en représailles neuf positions de l'armée syrienne.
Le 7 décembre 2014, l'aviation israélienne mène deux raids contre des dépôts de munitions situés dans l'enceinte de l'aéroport international de Damas. L'attaque ne fait pas de victimes.

#### 2015
Le 18 janvier 2015, six membres du Hezbollah libanais ainsi qu'un officier iranien, Mohammad Ali Allahdadi, sont tués durant une inspection de la zone frontalière du Plateau du Golan, par une frappe israélienne tirée par un hélicoptère, près de la ville frontière de Quneitra, sur la portion syrienne du plateau du Golan,. Une semaine plus tard, deux roquettes sont tirées depuis la Syrie sur des positions israéliennes sur le mont Mont Hermon dans le Golan. Elles ne font ni victimes ni dégâts.
Le 24 avril, des frappes israéliennes auraient ciblé des positions des brigades 155 et 65 de l'armée syrienne, dans les montagnes du Qalamoun.
Le 29 juillet, un avion israélien détruit un véhicule dans le village de Hadar, dans le gouvernorat de Kuneitra. Selon l'OSDH, deux membres du Hezbollah et trois miliciens pro-régime sont tués.
Le 21 août 2015, des roquettes sont tirées depuis le plateau du Golan en Syrie et tombent sans faire de victime près d'un village au nord d'Israël. Ce dernier accuse alors le Jihad islamique palestinien mais ce groupe dément. En représailles, l'aviation israélienne mène 14 raids aérien en Syrie, c'est le raid le plus important dans ce pays depuis le début du conflit
Le 19 décembre 2015, Samir Kuntar est tué par un raid aérien israélien à Jaramana, près de Damas. Le Hezbollah annonce sa mort le lendemain dans un communiqué,.

#### 2016
Selon l'OSDH, le 17 février 2016, l'aviation israélienne mène trois frappes aériennes contre des positions du régime syrien à Jabal al-Mané, au sud de Damas.
Le 13 septembre 2016, le régime syrien affirme avoir abattu un avion et un drone israéliens après un raid près de Kuneitra, mais l'armée israélienne dément. Ces raids aériens israéliens font suite aux chutes d'obus de mortier sur la partie annexée par Israël du plateau du Golan. Le lendemain, l'aviation israélienne frappe des positions de l'armée syrienne dans les localités de Ayn Jandal et Abo Qawouq dans le sud ouest de la Syrie.
Le 9 novembre, une roquette tirée en Syrie chute sans faire de victimes sur la partie du Golan occupée par les Israéliens, ces derniers répliquent en prenant pour cible une batterie d'artillerie du régime syrien.

#### 2017
La nuit du 16 au 17 mars 2017, l'aviation israélienne mène de nouvelles frappes dans la région de Palmyre contre un « transfert d'armes sophistiquées au Hezbollah ». Pour la première fois depuis le début de la guerre civile, l'armée syrienne riposte et tire au moins trois missiles. Elle affirme avoir abattu un appareil et fait fuir les autres. Mais Israël dément, il affirme n'avoir perdu aucun avion et indique qu'un des missiles syriens a été détruit par les défenses du système Arrow,,,. Le 17 mars, l'ambassadeur d'Israël à Moscou, convoqué au ministère russe des Affaires étrangères, est reçu par le vice-ministre chargé du Moyen-Orient, Mikhaïl Bogdanov. Ce dernier déclare : « Il existe un canal de communication entre les deux pays, et on aimerait qu’il soit efficace [...]. Il ne doit pas y avoir de malentendu sur qui fait quoi en Syrie ». Le 19 mars, le ministre de la défense israélien, Avigdor Liberman, menace de détruire les systèmes de défense syriens si des missiles venaient à viser de nouveau ses avions,. Il déclare : « Chaque fois que nous repérerons des transferts d’armes de la Syrie vers le Liban, nous agirons pour les empêcher. Sur ce sujet, il n’y aura aucun compromis ». Un autre raid a lieu le même jour dans le Qalamoun.
Le 27 avril 2017, une batterie israélienne de missiles antiaériens Patriot intercepte un drone sur les hauteurs du Golan selon les médias israéliens il s'agissait de la seconde interception israélienne d'une cible venant de Syrie en quelques semaines. Peu après, des explosions puissantes retentissent à l'aéroport international de Damas plus tard dans la nuit. Aucune victime n'est signalée. Ces explosions sont attribuées à des frappes israéliennes contre un dépôt de munitions utilisé par des milices soutenues par l'Iran. Un responsable israélien déclare que « ce type d'incident correspond à la politique d'Israël visant à empêcher la contrebande iranienne d'armes sophistiquées au Hezbollah »,.
Le 24 juin 2017, alors que des combats ont lieu entre rebelles et loyalistes à al-Baas et Khan Arnabé, dans le gouvernorat de Kuneitra, des projectiles syriens tombent dans la partie sud du plateau du Golan occupée par Israël. En représailles, l'aviation israélienne bombarde des chars du régime syrien. L'État hébreu affirme que ces frappes n'ont fait aucune victime, ce qui est contredit par l'OSDH pour qui les bombardements ont tué deux soldats syriens, tandis que l'agence Sana fait état de plusieurs morts mais sans en préciser le nombre. Le lendemain, l'armée israélienne annonce à nouveau avoir « ciblé deux postes d'artillerie et un camion de munitions appartenant au régime syrien », cinq soldats sont blessés,,. Une troisième frappe est menée le 28 juin contre un canon de mortier de l’armée syrienne. Le 30 juin, l'explosion d'une nouvelle roquette au nord du Golan provoque une quatrième riposte de l'aviation israélienne contre une position de l'armée syrienne. Le 1er juillet, les Israéliens ripostent une cinquième fois contre une batterie syrienne.
La nuit du 6 au 7 septembre, l'aviation israélienne bombarde un site militaire syrien près de la ville de Masyaf, dans le gouvernorat de Hama, où se trouvent des installations du Centre d’études et de recherches scientifiques (CERS), l'organisme responsable de la production d'armes chimiques pour le régime syrien. Deux soldats sont tués selon l'armée syrienne.
Le 16 octobre, l'aviation israélienne détruit une batterie anti-aérienne syrienne, située à 50 kilomètres de Damas, qui avait tiré deux heures plus tôt sur ses avions en mission de reconnaissance au-dessus du Liban.
Le 23 octobre, selon l'OSDH, l'armée israélienne bombarde une position de l'Armée Khalid ibn al-Walid, un groupe affilié à l'État islamique, dans la localité de Sahem al-Joulane, à l'ouest de Deraa. Au moins dix djihadistes sont tués, ainsi que deux femmes,.
Dans la nuit du 1er au 2 décembre, la base de Kiswé, au sud-ouest de Damas, est bombardée par l'aviation israélienne. Sana, l'agence de presse du régime, affirme que deux missiles ont été interceptés par la défense antiaérienne. Selon l'OSDH, un dépôt d'armes est détruit, mais il déclare ne pas savoir s'il appartenait à l'armée syrienne, au Hezbollah ou à l'Iran,. La BBC indique que selon une source au sein d’un service de renseignement occidental, l'Iran y construisait une base permanente sur un site de l’armée syrienne.

#### 2018
L'armée israélienne mène des frappes aériennes et des tirs de missiles dans la nuit du 8 au 9 janvier. L'armée syrienne affirme avoir intercepté deux missiles sol-sol tirés depuis le plateau du Golan. Elle indique également que quatre roquettes ont été tirées par des avions : une est détruite par la défense anti-aérienne syrienne mais « le reste est tombé près d'une position militaire, causant des pertes matérielles ».
Dans la nuit du 9 au 10 février se déroule la plus sérieuse escalade depuis le début du conflit. Selon l'armée israélienne, un drone iranien venu de Syrie est repéré en train de survoler le territoire israélien et est abattu par un hélicoptère. Vers 5h30, Tsahal lance un raid avec huit appareils pour frapper son site de lancement : la base aérienne T4, près de Palmyre. La défense antiaérienne syrienne réplique et procède à des dizaines de tirs en direction des avions israéliens. Un chasseur F-16 est touché par un missile anti-aérien et s'écrase à l'est de Haïfa, en territoire israélien. Ses deux pilotes parviennent à s'éjecter mais sont blessés, dont un grièvement. Les Israéliens répliquent alors par un raid massif. Douze sites sont détruits, dont huit syriens et quatre iraniens, comprenant notamment trois batteries de défense anti-aériennes, au sud-ouest de Damas et dans la région de Palmyre,,,,. Selon l'OSDH, ces frappes font au moins six morts dans les rangs loyalistes.
Le 9 avril, huit missiles air-sol sont tirés contre la base militaire T-4, aussi appelée base aérienne de Tiyas, dans le centre de la Syrie. Trois d'entre eux auraient atteint la base, les cinq autres ayant été détruits par les défenses anti-aériennes selon le ministère russe de la Défense. Selon l'OSDH, les frappes font au moins 14 morts, dont des Iraniens et trois officiers syriens. Israël serait à l'origine de ces représailles et aurait lancé ses missiles depuis l'espace aérien libanais, selon les autorités russes. Contrairement aux fois précédentes, Israël aurait averti les États-Unis de son raid aérien, mais pas la Russie. De hauts dirigeants iraniens promettent alors une riposte.
Le soir du 29 avril, un aéroport militaire à Alep et la Brigade-47 à Hama sont la cibles de frappes aériennes israéliennes. Selon l'OSDH, des entrepôts de missiles sol-sol auraient été visés et au moins 26 combattants tués dans la Brigade-47, dont quatre Syriens, « Les autres sont des combattants de nationalités étrangères, avec une écrasante majorité d'Iraniens ».
En mai 2018, l'escalade militaire entre Israël et l'Iran est sans précédent en Syrie,,.
Le soir du 8 mai, un dépôt d'armes du Corps des Gardiens de la révolution islamique est bombardé par l'aviation israélienne à Kiswé, au sud de Damas et au moins 15 combattants étrangers pro-régime sont tués, dont 8 Iraniens selon l'OSDH,. En réponse, dans la nuit du 9 au 10 mai, la force Al-Qods tire vingt roquettes Fajr et Grad depuis Kiswé contre des positions de l’armée israélienne dans le plateau du Golan,. C'est alors la première fois que l'Iran lance une attaque contre Israël depuis la Syrie. L'attaque ne fait cependant pas de victimes ; selon l'armée israélienne, quatre roquettes sont interceptées par le système de défense antiaérien Dôme de fer et les autres n'atteignent pas Israël,. L'aviation israélienne riposte aussitôt et frappe 50 sites en Syrie,. L'opération est baptisée « château de cartes ».
Les frappes ont lieu dans les régions de Damas et de Kuneitra, notamment contre la base de Kiswé et quatre centres de renseignement iraniens à Tel Gharba, Tel Kleb, Tel Nabi Yusha, Tel Maqdad,. Selon la Russie, 28 avions F-15 et F-16 participent au raid et tirent 60 missiles, tandis que 10 autres missiles sont tirés depuis Israël. Le lance-roquettes à l'origine des tirs de Kiswé est frappé, ainsi que des dizaines de cibles militaires iraniennes, des sites de renseignement, de logistique, de stockage et des postes d'observation à travers toute la Syrie. D'après l'armée et les médias israéliens, cinq batterie antiaériennes de type SA5, SA2, SA22, SA17 sont détruites. Selon l'OSDH, les frappes israéliennes font au moins 27 morts, dont six soldats syriens et 21 combattants étrangers, dont 11 Iraniens. L'armée syrienne affirme pour sa part que les frappes n'ont fait que trois morts. Selon l'armée israélienne, des dizaines de tirs ont été effectués de la défense antiaérienne syrienne, mais tous les avions sont rentrés à la base après avoir atteint leurs objectifs. Sana, l'agence de presse officielle du régime syrien, affirme pour sa part que des dizaines de missiles israéliens ont été abattus les batteries antiaériennes syriennes au-dessus de Damas, Homs et Soueïda, mais que les autres ont touché des bases militaires, un dépôt d'armes et un radar militaire,. Avigdor Lieberman, le ministre israélien de la défense, déclare alors : « Nous avons frappé presque toutes les infrastructures iraniennes en Syrie. Ils ne doivent pas oublier l’adage selon lequel, si la pluie nous tombe dessus, la tempête s’abattra sur eux. J’espère que cet épisode est clos et qu’ils ont compris ». La Russie, la France et l'Allemagne appellent alors Israël et l'Iran à la désescalade et au dialogue. Les États-Unis condamnent quant à eux les tirs iraniens mais soutiennent « le droit d'Israël à agir pour se défendre ». Bahreïn soutient également qu'Israël a « le droit de se défendre » ; c'est alors la première fois qu'un pays du Golfe prend officiellement position en faveur d'Israël.
Selon quotidien panarabe, Asharq al-Awsat, Israël et la Russie « sont parvenus à un accord sur le retrait des forces iraniennes du sud de la Syrie et permettant à Israël d'attaquer librement des cibles qu'il considère comme une menace » à condition qu'elles ne soient pas liées au régime de Bachar el-Assad. Selon une source diplomatique, les dirigeants de la France, de l’Allemagne et de la Grande-Bretagne sont parvenus « à un accord général que les troupes iraniennes doivent être entièrement retirées de Syrie ».
Dans la nuit du 17 au 18 juin, des troupes loyalistes subissent des frappes aériennes dans la localité d'al-Hari, près de la frontière irakienne, au nord de Boukamal,. Selon l'OSDH, au moins 55 combattants, dont 30 miliciens irakiens et 16 soldats et miliciens syriens sont tués,. Les médias syriens du régime accusent alors les États-Unis et une source militaire de l'agence Sana indique également que plusieurs combattants ont été tués ou blessés,. Mais rapidement, le major Josh Jacques, porte-parole du commandement central américain, affirme à l'agence Reuters « qu’aucun membre de la coalition menée par les États-Unis n’a mené de frappe près de Boukamal », tandis que le bureau de presse de la coalition internationale confirme à l'AFP l'existence de frappes et indique que de nombreux miliciens irakiens des Kataeb Hezbollah figurent parmi les victimes, mais dément qu'elles aient été menées par les États-Unis ou par un autre pays de la coalition,,. Le 18 juin, un responsable américain affirme cependant anonymement à CNN et à l'AFP que les frappes ont été probablement menées par l'armée israélienne,. Interrogée par l'AFP, cette dernière refuse pour sa part de commenter ces déclarations. Les Kataeb Hezbollah affirment quant à eux avoir perdu 22 combattants tués, ainsi que 12 blessés, et après avoir accusé initialement les forces américaines, promettent de se venger du raid aérien,. Leur porte-parole militaire, Jaafar al-Husseini, déclare le 21 juin : « Jusqu'à présent, nous ne détenons pas encore la preuve de qui est derrière ce raid mais cela ne peut se limiter qu'aux Américains ou à l'entité sioniste (Israël). Quand l'auteur sera connu, il y aura une réponse appropriée et la main de la résistance peut frapper n'importe où ».
Le 8 juillet, la base aérienne T4, près de Palmyre, est à nouveau bombardée. Le régime syrien accuse Israël mais affirme ne déplorer que des dégâts matériels.
Le 11 juillet, un missile Patriot israélien venait de détruire un drone syrien. Dans la nuit du 11 au 12, Israël réplique en bombardant trois positions de l’armée syrienne, mais sans faire de blessé.
Le soir du 15 juillet, des raids israéliens visent une position de l'armée syrienne près d'Alep, au nord de l'aéroport militaire de Neirab selon l'agence Sana. Selon l'OSDH, au moins neuf combattants loyalistes sont tués, dont six Syriens et trois étrangers,
Le 24 juillet, l'armée israélienne affirme avoir tiré des missiles Patriot et abattu un avion syrien de type Sukhoi après que ce dernier ait pénétré de deux kilomètres dans l'espace aérien israélien dans le plateau du Golan. Le régime syrien dément quant à lui que l'appareil visé ait survolé le territoire israélien,.
Le 25 juillet, deux roquettes ou obus de mortier tirés de Syrie atteignent le lac de Tibériade sans faire de victime, l'aviation et l'artillerie israéliennes ripostent à nouveau en bombardant le lanceur à partir duquel les roquettes avaient été tirées.
Le 4 septembre, des frappes israéliennes sont menées contre des cibles iraniennes à Banias, dans le gouvernorat de Tartous, et à Wadi al-Ouyoun, dans l'extrême ouest du gouvernorat de Hama. Au moins trois soldats syriens sont tués selon l'OSDH, 23 autres sont blessés, ainsi que neuf Iraniens.
Le 15 septembre, une frappe vise l'aéroport international de Damas, dont les entrepôts de stockage d'armes lourdes seraient sous le contrôle des forces iraniennes.
Le soir du 17 septembre, plusieurs frappes aériennes sont effectuées par quatre F-16 israéliens contre des cibles militaires dans les environs de Lattaquié, Banias et Tartous. Selon l'OSDH, le bilan des frappes est d'au moins deux morts et 10 blessés, dont sept soldats syriens. L'armée syrienne riposte en tirant des missiles S-200 mais abat par erreur un avion de reconnaissance russe Iliouchine Il-20. Les quinze membres d'équipage à bord de l'appareil sont tués par ce tir fratricide. La Russie accuse d'abord la France, avant de faire machine arrière. Elle déclare ensuite tenir Israël comme responsable, indiquant n'avoir été prévenu par Tel-Aviv qu'« une minute avant le début des frappes » et accusant les F-16 israéliens de s'être camouflé dans le signal radar de l'avion de reconnaissance russe, le mettant ainsi délibérément en danger,. Le porte-parole du ministère russe de la Défense, le général de division Igor Konachenkov, déclare alors : « Nous considérons hostiles ces provocations de la part d'Israël et nous nous réservons le droit de répondre de manière adéquate ». Le même jour, Israël reconnait son implication dans les bombardements à Lattaquié, il exprime sa « tristesse » pour la mort des militaires russes, mais dément s'être servi de l'appareil russe comme couverture pour échapper aux tirs syriens et affirme tenir « le régime d'Assad, dont l'armée a abattu l'avion russe, pour entièrement responsable de ces incidents ». Le 21 septembre, le gouvernement israélien annonce qu'il va renforcer sa coordination militaire avec la Russie. Le 24 septembre, la Russie annonce qu'elle va désormais brouiller les communications de tout avion voulant frapper la Syrie depuis la mer Méditerranée. Moscou décide également de renforcer la défense anti-aérienne syrienne en annonçant la livraison en octobre de batteries antiaériennes S-300.
Le 25 décembre, un raid de l’aviation israélienne vise trois cibles dans la banlieue de Damas, dont des dépôts d'armes du Hezbollah et de l'Iran, ainsi que plusieurs hauts responsables du Hezbollah alors que ces derniers s’apprêtaient à monter dans un avion à destination de l'Iran. Selon les médias du régime syrien, la défense anti-aérienne syrienne abat un certain nombre de projectiles, et un des missiles syriens est abattu par la défense anti-aérienne israélienne près de la frontière,.

#### 2019
Le 11 janvier, l'aviation israélienne mène un raid contre des entrepôts d'armes iraniennes dans l'enceinte de l'aéroport international de Damas.
Le 20 janvier, l'aviation israélienne vise également des cibles en lien avec le Hezbollah et les Pasdaran dans la banlieue sud de Damas. L'armée syrienne affirme que ses batteries anti-aériennes ont détruit un certain nombre de missiles. De plus, des roquettes provenant de la défense syro-iranienne ont été abattues au-dessus du Golan et du mont Hermon par le système israélien dôme de fer, sans faire de victimes. En réponse à ces tirs de roquettes, Israël mène dans la nuit du 20 au 21 janvier, une série de frappes aériennes en Syrie contre des cibles de la Force Al-Qods et sur des batteries antiaériennes syriennes. Cette riposte aérienne fait 21 morts, dont 6 soldats syriens et 12 soldats iraniens,.
Le 11 février, les chars israéliens postés à la frontière sur le Golan occupé, pilonnent la ville syrienne de Qouneitra, située sur la frontière. Selon l’agence de propagande syrienne Sana, le bombardement touche l’hôpital de la ville, mais ne fait aucune victime.
Le 27 mars, l'aviation israélienne bombarde des entrepôts de munitions appartenant aux Iraniens près de l'aéroport d'Alep, dans la zone industrielle de Sheihn Najjar. Selon l'agence de presse officielle syrienne Sana, plusieurs missiles sont interceptés par la défense antiaérienne. Le bombardement tue 7 gardes des entrepôts et blesse cinq combattants, note l'OSDH, et provoque également une coupure générale de courant dans la ville.
Le 13 avril vers 2 h du matin, l'aviation israélienne mène des frappes depuis l'espace aérien libanais et vise des positions militaires dans la provinces de Hama. Là encore, selon l'agence de presse du régime syrien, plusieurs missiles sont interceptés par la défense antiaérienne. Selon l'OSDH, la frappe fait 17 blessés dans les rangs syriens et un nombre indéterminé de morts parmi les soldats iraniens.
Depuis avril 2018, l'OSDH recense 232 morts dans les frappes israéliennes, parmi lesquels figurent 146 soldats iraniens.
Le 19 mai, une attaque est menée depuis l'espace aérien israélien sur une position de l'armée syrienne à Qouneitra à la frontière avec le Golan. Selon le directeur de l'OSDH, « des avions israéliens ont tiré trois missiles à partir du Golan : deux d'entre eux se sont abattus sur le quartier général de la Brigade 90 de l'armée syrienne et un troisième a été détruit ». La veille, le 18 mai, des missiles ont été interceptés au-dessus de Damas, l’aviation israélienne est suspectée.
Le 27 mai, après une frappe de l'aviation israélienne sur une position en Syrie, dans la région de Qouneitra, un véhicule lance-missile de l'armée syrienne riposte et est à son tour détruit. La destruction du lanceur fait 1 mort et 2 blessés.
Le 1er juin au soir, 2 roquettes syriennes visent le mont Hermon sur le Golan israélien, et tombent dans des terrains vagues. En réponse à ces tirs, l'armée israélienne mène des frappes tôt le lendemain avec des avions et des hélicoptères. La riposte vise 2 batteries d'artilleries, des postes d'observation à la frontière, et une unité antiaérienne SA-2. Ces frappes font 10 morts dont 3 soldats syriens, et 7 blessés.
Le lendemain, le 2 juin, l'aviation israélienne mène un raid contre la base syrienne T-4 près de Homs, où sont établies des forces pro-régime comme le Hezbollah ou les Pasdarans. Des entrepôts d'armes et des bâtiments sont touchés. Les frappes font, selon l'OSDH, 5 morts dont 1 soldat syrien.
Le 12 juin, l'agence de presse d'État syrienne Sana, rapporte que les batteries antiaériennes syriennes ont abattu un certain nombre de missiles israéliens visant la localité de Tall al-Hara près de la ville de Deraa. Les frappes n'auraient causé que des dégâts matériels.
Dans la nuit du 30 juin au 1er juillet l'aviation israélienne mène des raids dans la région de Damas et de Homs. Une douzaine de cibles sont visées, dont des positions iraniennes, des entrepôts d’armes, un centre de recherche et un aéroport militaire. Ces bombardements font 15 morts dont 6 civils, rapporte l'OSDH. Une explosion suivie d'un important incendie de forêt a frappé la campagne de la république turque de Chypre du Nord. Elle proviendrait vraisemblablement de la chute d'un missile de S-200 de la défense antiaérienne syrienne, perdu après le raid israélien.
Dans la nuit du 23 au 24 juillet, de nouvelles frappes israélienne visent des positions iraniennes et du Hezbollah dans les provinces de Deraa et Qouneitra. La défense antiaérienne syrienne intercepte certains missiles. Ces attaques font plusieurs morts selon l'OSDH.
Dans la nuit du samedi 24 août au dimanche 25, l'aviation israélienne a mené des frappes contre des positions iraniennes près de Damas afin de déjouer une attaque de drones visant, selon eux, le nord d’Israël. Ces attaques ont eu lieu à Aqraba, et ont détruit plusieurs bases et matériel des forces Al-Quods iraniennes. Le premier ministre israélien Benjamin Netanyahu a salué une action majeurs et a déclaré sur Twitter : « Je répète que l’Iran n’a aucune immunité nulle part. Nos forces opèrent dans tous les secteurs contre l'agression iranienne. Si quelqu'un se lève pour te tuer, tue-le d'abord »,.
Le 12 novembre, la résidence d'un commandant de l’organisation palestinienne Jihad islamique à Damas est détruite par une frappe israélienne, tuant son fils.
Dans la matinée du 19 novembre quatre roquettes sont tirées depuis la Syrie sur Israël et sont interceptées par le système antiaérien Dôme de Fer. Le lendemain, le 20 novembre au matin, l'aviation israélienne mène en représailles une série de 10 frappes aériennes contre des batteries sol-air, des entrepôts et des quartiers généraux des forces Al-Qods iraniennes en Syrie. Les frappes font 23 morts dont 16 combattants étrangers selon l'OSDH.,.
Le 7 décembre au soir, des frappes israéliennes visent des forces pro-iraniennes de la région de Deir Ezzor, près de la frontière irakienne tuant 5 miliciens selon l'OSDH.
Le 22 décembre des frappes israéliennes dans la banlieue de Damas causent la mort de 3 miliciens étrangers pro-régime selon l'OSDH.

#### 2020
Le 10 janvier 2020, une frappe de l’aviation israélienne vise un convoi de véhicules des milices pro-iraniennes dans la région de Boukamal, et tue 8 miliciens du Hachd al-Chaabi.
Dans la nuit du 14 au 15 janvier des frappes visent la base aérienne syrienne T4, près de Homs. La défense antiaérienne syrienne intercepte un certain nombre de projectiles, mais l'attaque tue 3 miliciens pro-iraniens et détruit des véhicules et un dépôt d'armes, selon l'OSDH. Le gouvernement syrien accuse Israël,.
Dans la nuit de 5 au 6 février 2020, des frappes israéliennes visent des positions de milices pro-iraniennes à Kesswa, au sud-ouest de Damas ; à Jisr Bagdad et Mazzé, également près de Damas, et à Ezra, près de Deraa. Le régime syrien affirme, via son agence de presse sana, que les missiles ont été interceptés, mais l'OSDH rapporte la mort de 23 hommes, dont trois Iraniens, douze miliciens étrangers pro-iraniens, et huit soldats syriens,.
Dans la nuit du 13 au 14 février, de nouvelles frappes aériennes israéliennes visent la région de Damas. Un certain nombre de missiles sont abattus par la défense antiaérienne syrienne. Mais la cible, un entrepôt d'armes près de l'aéroport de Damas, est détruite, tuant 3 soldats syriens et 4 Iraniens.
De nouvelles frappes israéliennes ont lieu le 23 février, à la suite de tirs de roquettes du Jihad islamique à Gaza sur le territoire israélien. Les frappes tuent 2 commandants du Jihad islamique à Damas.
Le 27 février, un drone de l'armée israélienne vise un membre de la "Résistance syrienne pour la libération du Golan", branche du Hezbollah, dans la région de Qouneitra en Syrie. Plus tard dans la soirée, des hélicoptères israéliens visent des positions de l'armée syrienne sur la frontière, faisant 1 mort et 7 blessés selon l'OSDH.
Le 31 mars la défense antiaérienne syrienne intercepte un certain nombre de missiles dans la province de Homs. L'attaque est attribuée à Israël, et selon l'OSDH elle visait l'aéroport militaire d'Al-Chaayrate.
Le 15 avril un véhicule est frappé par un drone à la frontière libano-syrienne, ses occupants réussissent à s'extraire et à fuir. Selon l'OSDH il s'agirait d'un haut responsable du Hezbollah, la frappe est attribuée à Israël,.
le 20 avril des positions de l’armée syrienne et de milices pro-iraniennes sont visées près de la ville de Palmyre. Selon l'OSDH l'attaque tue 3 soldats syriens et 6 miliciens étrangers.
Le 27 avril des bombardements visent la banlieue de Damas et tuent 3 civils syriens. Ils sont attribués à l’armée israélienne, selon l'agence de presse gouvernementale syrienne Sana.
Le 30 avril, des positions des forces syriennes et des milices pro-iraniennes dans les régions de Deraa et Qouneitra sont visées par des hélicoptères israéliens, qui opéraient depuis le Golan.
Le 1er mai l'aviation israélienne vise un entrepôt d'arme du Hezbollah près Homs. Plusieurs civils sont blessés dans la série d'explosions qui a suivi.
Le 4 mai le régime syrien affirme avoir déjoué, avec sa défense antiaérienne, une attaque aérienne israélienne contre un centre de recherche et des infrastructures militaires près d'Alep. Dans le même temps un second raid aérien a visé des positions militaires de milices pro-iraniennes dans le désert de Mayadine, à l'est de la Syrie. Cette attaque a tué 14 soldats étrangers dont des soldats iraniens, selon l'OSDH.
Le 20 juillet 6 missiles, attribués à l'armée israélienne, ont visé des positions du régime syriens et de milices pro-iraniennes dans la région de Damas. L'OSDH fait état de 5 combattants pro-iraniens tués dont Ali Kamel Mohsen Jawad, un membre du Hezbollah. Onze autres combattants ont été blessés dont 7 soldats syriens.
Dans la nuit du 2 au 3 août,Tsahal déjoue une tentative d'intrusion le long de la frontière israélo-syrienne sur le plateau du Golan. Quatre individus ont posé des bombes sur le grillage de sécurité, et ont été abattus par l'armée israélienne.
Le lendemain soir, le 3 août, l'armée israélienne mène en représailles, des raids avec des hélicoptères et des avions de combat dans la région de Qouneitra et de Boukamal. Ces attaques visent des postes d'observation, des systèmes de collecte de renseignements, des batteries antiaériennes et des centres de commandement, selon l'état major israélien. Au moins 15 combattants irakiens de milices pro-iraniennes ont été tués,
Le 31 août l'armée de l'air israélienne mène des raids dans la banlieue de Damas, tuant 3 soldats syriens, 7 miliciens pro-iraniens, et une civile.
Le 2 septembre, 16 combattants irakiens pro-iraniens sont tués par des frappes israéliennes à Mayadine et Boukamal.
Le 14 septembre, un nouveau raid près de Boukamal provoque la mort de dix miliciens, dont huit Irakiens et deux Syriens, et détruit des entrepôts de munitions et des véhicules.
Le 18 novembre, Israël revendique des frappes aériennes contre la Force Al-Qods et les forces armées syriennes près de sa frontière, ainsi que la destruction d'« installations de stockage, des quartiers généraux, des complexes militaires » et « des batteries de missiles sol-air syriens ». Selon l'OSDH, les raids font au moins 10 morts, dont cinq paramilitaires étrangers estimés être des Iraniens de la Force Al-Qods et trois soldats syriens. Israël justifie ces frappes en réponse aux mines posées en territoire israélien à proximité de la frontière israélo-syrienne.
Le 21 novembre des raids aériens attribués à Israël visent le sud-est de la Syrie, dans la région de Deir Ezzor, et tuent 14 membres de milices pro-iraniennes, en majorité des Irakiens et des Afghans.
Dans la nuit du 24 au 25 novembre, des frappes aériennes tuent 8 combattants étrangers de milices pro-iraniennes dans les régions de Damas et de  Quneitra.

#### 2021
Le 6 janvier trois miliciens pro-Iran sont tués et 11 autres blessés dans des frappes israéliennes depuis le Golan sur le sud de la Syrie.
Dans la nuit du 12 au 13 janvier, l'armée israélienne réalise 18 frappes sur la Syrie, de Deir Ezzor à Boukamal. Ces attaques tuent, selon l'OSDH, 57 combattants, dont 14 soldats syriens, 43 miliciens étrangers, dont 16 Irakiens, des Iraniens du Corps des Gardiens de la révolution islamique, des Libanais du Hezbollah libanais et des Afghans de la Division des Fatimides, tandis que l'agence SANA évoque la mort de quatre civils,,.
Tôt dans la nuit du 5 mai, l'armée israélienne réalise des frappes dans la région de Lattaquié. Selon le régime, plusieurs missiles sont interceptés par la défense antiaérienne, mais un civil est tué et six autres blessés. Selon l'OSDH ces frappes tuent 8 miliciens en majorité de nationalité iranienne,.
Le 10 mai un homme a été blessé après un tir d'hélicoptère sur une maison à Ain Eltinah, près de Quneitra. Tsahal visait une cellule terroriste qui selon elle, prévoyait une attaque sur la frontière du Golan dans un contexte de tensions à Jérusalem et avec la bande de Gaza.
Le 5 juin, un hélicoptère de combat syrien est touché par un tir israélien dans la région de Quneitra, près de la frontière israélienne, selon l'agence du régime syrien Sana.
Dans la nuit du 8 au 9 juin, plusieurs raids aériens israéliens ont lieu dans le centre de la Syrie depuis l'espace aérien libanais. Au moins 7 soldats syriens et 4 miliciens pro régimes sont tués selon l'OSDH.
Dans la nuit du 19 au 20 juillet, un raid aérien israélien a lieu près d'Alep et vise une usine ainsi qu'un centre de recherche scientifique à Safira, endommageant le centre. Selon la Russie, la défense anti-aérienne syrienne a abattu 7 des 8 missiles tirés par les 4 F-16 israéliens. Le raid tue 5 miliciens pro-iraniens selon l'OSDH.
Le 22 juillet, un nouveau raid aérien qui a lieu dans la province de Homs, à Qusayr, vise un dépôt d'armes utilisé par le Hezbollah.
Le 8 octobre, des frappes aériennes israéliennes visent la base aérienne T-4 près de Homs et font 2 morts parmi des forces étrangères et 6 blessés.
Le 14 octobre, un raid aérien israélien contre une tour de communication et plusieurs autres cibles dans la région de Palmyre, tue 1 soldat syrien et 3 miliciens pro-iraniens selon l'OSDH.
Le 24 novembre un raid vise la région de Homs faisant 8 morts dont 2 civils selon l'agence du régime syrien Sana.
Le 7 décembre un raid aérien israélien vise des conteneurs dans le port de Lattaquié sans faire de victime, un second raid similaire est mené le 28 décembre provoquant des dégâts importants,.

#### 2022
Le 22 juillet 2022 près de Damas des frappes aériennes israéliennes du sont survenues le 22 juillet 2022 lorsqu'Israël a attaqué des positions militaires près de Damas, tuant 3 soldats syriens et en blessant sept autres,. Le ministère iranien des Affaires étrangères a fermement condamné l'attaque au missile israélien et a ajouté dans un communiqué que l'agression continue de l'entité sioniste et ses attaques contre la Syrie constituent une violation manifeste de la souveraineté et de l'intégrité territoriale de ce pays".
Une seconde série de frappes aériennes israéliennes se produisent à Damas le 17 septembre. Lors de ces frappes, les défenses aériennes syriennes interceptent certains des missiles israéliens, lancés depuis le nord-est du lac de Tibériade, ciblant l'aéroport international de Damas et certains endroits au sud de Damas. L'agence de presse officielle, SANA, a rapporté que 5 personnes ont été tuées.

#### 2023
Le 2 janvier 2023 l’aéroport international de Damas a été temporairement mis hors service par des frappes israéliennes qui ont fait 4 morts dont 2 soldats syriens.
Le 18 février, Israël a frappé des cibles à Damas depuis les hauteurs du Golan. Le quartier de Kafr Sousa (en) a été frappé à proximité d'installations iraniennes hautement gardées. Des témoins et des responsables ont déclaré que la frappe avait tué cinq personnes. La frappe a touché un entrepôt utilisé par des combattants iraniens et du Hezbollah. Les bâtiments historiques près de la Citadelle de Damas ont été endommagés, ce qui a été imputé à la frappe. La frappe a endommagé des bâtiments près de la place des Omeyyades (en), où se trouvent plusieurs installations de sécurité.
Dans la nuit du 18 au 19 février, une frappe aérienne israélienne vise un centre de sécurité dans la banlieue de Damas et fait au moins 15 morts, dont de nombreux civils, selon l’OSDH,. Le Hamas a fermement « condamné l'attaque israélienne et son ciblage de quartiers résidentiels de la capitale, Damas ». Le mouvement du Jihad islamique considérait que le bombardement de Damas « révèle les efforts continus d'Israël pour cibler la Syrie et aggraver la tragédie de son peuple qui panse ses blessures après le tremblement de terre dévastateur ».
Le 7 mars, l'aéroport d'Alep est visé par des frappes israéliennes visant des bases de groupes paramilitaires et est contraint de fermer en raison des dommages à la piste.
Le 12 mars, des frappes aériennes visent des positions à Tartous et Hama visant un dépôt d'armes appartenant aux forces pro-iraniennes et tuant 2 combattants pro-iraniens et blessant 3 soldats.
Dans la nuit du 8 au 9 avril, en plein ramadan, dans le contexte des tensions israélo-palestinienne et à la suite des heurts dans la mosquée Al-aqsa, au moins 2 salves de roquettes sont tirées depuis la Syrie vers le Golan. Certaines roquettes tombent en Syrie, au moins une en Jordanie, et certaines sont interceptées par le système Dôme de fer ou tombent sur des terrains inhabités. Aucune victime n’est à déplorer. En riposte l’artillerie israélienne fait feu sur la Syrie et le site de lancement de roquettes est ciblé par des drones israéliens. Plus tard dans la nuit, l’aviation israélienne mène de nombreuses frappes en représailles, sur des positions de l’armée syrienne visant une base militaire, des radars, des pièces d’artillerie syrienne et des dépôts de munitions. Selon la chaîne de télévision libanaise Al Mayadeen, le Jihad islamique palestinien serait responsable de ces tirs,.
Le 24 avril, des frappes de l'artillerie israélienne visent la région de Quneitra et semblent cibler un poste d'observation du Hezbollah près de la ville druze de Hader.
Le 29 avril, ce sont des frappes aériennes israéliennes qui visent la région de Homs, faisant 3 blessés parmi la population.
Le 1er mai, l'aéroport d'Alep est visé par des frappes aériennes de la part de six jets israéliens, causant la mort d'un soldat syrien et faisant 7 blessés dont 2 civils. Ces attaques visaient des batteries anti-aériennes iraniennes et des installations du Hezbollah,.
Le 14 juin des sites de défense aérienne et des milices pro-iraniennes sont visées près de Damas par des frappes israéliennes blessant un soldat syrien. Selon un responsable syrien la défense antiaérienne syrienne aurait réussi à intercepter plusieurs vagues de missiles.
Dans la nuit du 1er au 2 juillet, l'armée de l'air israélienne procède à des frappes près de Homs, activant la défense antiaérienne syrienne. Un missile anti-aérien provenant d'un S-200 traverse l'espace aérien israélien et explose en plein vol. Des débris tombent sur la ville israélienne de Rahat sans faire de victime. En réponse, Tsahal lance des frappes conte la batterie de défense aérienne syrienne et d'autres cibles dans la région. L'armée israélienne affirme ne pas avoir abattu le missile car il ne présentait pas de danger pour les populations et écarte l'hypothèse d'une défaillance de ses systèmes antiaériens Dôme de fer, Fronde de David et Arrow-3,.
Dans la nuit du 18 au 19 juillet, l'armée israélienne procède à des frappes sur Damas et sa banlieue, visant des sites de défense antiaérienne, un centre scientifique du SSRC (Syrian Scientific Studies and Research Center), l'aéroport de Damas ainsi que des installations militaires syro-iraniennes. Ces frappes font 3 morts, un soldat syrien et deux miliciens pro-iraniens.
Le 7 aout, 4 soldats syriens sont tués et 4 autres blessés dans des frappes israéliennes sur Damas.
Le 2 octobre, des frappes israéliennes visent des forces du régime syrien dans la région de Deir ez-Zor, causant la mort de 6 miliciens pro-iraniens et faisant 4 blessés parmi l'armée syrienne.
Dans le cadre de la guerre à Gaza depuis 2023, Tsahal procède à de nombreuses frappes sur le territoire syrien : Le 12 et le 22 octobre l'armée de l'air israélienne bombarde simultanément les aéroports internationaux de Damas et d'Alep, au nord du pays, les rendant inutilisables en détruisant les pistes d'atterrissage. Dans la nuit du 24 au 25 octobre des raids aériens israéliens visent des positions de l'armée syrienne près de Deraa en riposte à des tirs de mortiers provenant du territoire syrien. Ces frappes font 8 morts et 7 blessés dans les rangs des forces armées syriennes.
Le 10 novembre l'armée israélienne mène une frappe en Syrie tuant 7 combattants du Hezbollah. Cela en riposte à l'attaque au drone sur la ville portuaire d'Eilat au sud d'Israël. En effet, après avoir d'abord soupçonné les milices Houthis yéménites, Tsahal accuse le Hezbollah d'avoir lancé l'attaque depuis la Syrie.
Le 17 novembre, des missiles israéliens sont tirés vers la capitale syrienne depuis le Golan occupé. Le régime syrien, par la voix de son agence de presse, affirme avoir intercepté tous les missiles. Tandis que l'OSDH indique que les frappes ont touché une route menant à l'aéroport de Damas, ainsi que des zones où le Hezbollah et des milices pro-iraniennes possèdent des infrastructures causant la mort de 2 miliciens.
Le 26 novembre, l'aéroport international de Damas est de nouveau bombardé par l'armée israélienne, 2 jours seulement après avoir été remis en état de fonctionnement suite aux derniers bombardements.
Le 26 décembre, Tsahal élimine lors d'une frappe sur Damas, Razi Moussavi, un important cadre iranien du corps des Gardiens de la Révolution Islamique. Il était responsable des opérations logistiques en Syrie du Hamas, du Jihad islamique, mais aussi du Hezbollah libanais ou encore des milices pro-iraniennes en Syrie et en Irak. C'était un proche du général Qassem Soleimani.
Le 29 décembre, neuf frappes, tout d'abord attribuées aux forces américaines, en riposte aux attaques contre ses emprises, puis à Tsahal, selon l'OSDH, visent des positions de milices pro-iraniennes près de Boukamal dans l'Est syrien. Ces bombardements font au moins 23 morts parmi les miliciens, dont 4 membres du Hezbollah, 6 Irakiens, et 8 Iraniens. Samedi 30 décembre, de nouveaux bombardements israéliens visent des entrepôts d'armes de milices pro-iraniennes dans la région d'Alep faisant 3 morts parmi les civils syriens.
Selon le Centre de recherche syrien Jusoor, Israël a mené 40 attaques sur le territoire syrien en 2023, contre 28 en 2022 et 2021.

#### 2024
Le 20 janvier 2024, une frappe de l'armée israélienne vise un immeuble à Damas faisant 10 morts, dont le chef en Syrie des renseignements des Gardiens de la révolution iranien, ainsi que 3 autres membres.
Le 2 février, une frappe aérienne israélienne fait 3 morts parmi les milices pro-iraniennes près de Damas, dont Saeed Alidadi, un conseiller du Corps des gardiens de la révolution islamique d'Iran.
Le 6 février, des frappes israéliennes dans la région de Homs font 5 morts dont 3 civils et 7 blessés.
Le 20 février, des frappes israéliennes sur Damas contre une "personnalité iranienne" font 3 morts et 8 blessés.
Dans la nuit du 16 au 17 mars, des frappes israéliennes visent un dépôt d'armes du Hezbollah à Yabrud blessant un soldat syrien. Plut tôt dans la journée du 16 mars, des tirs d'artilleries israéliennes avait visé la Syrie après des tentatives de tirs de roquettes vers le plateau du Golan.
Le 26 mars, des frappes israéliennes dans la ville de Deir ez-Zor font au moins 19 morts, dont 17 membres du Corps des gardiens de la révolution islamique et miliciens pro-Iran, et 31 blessés, dont 21 miliciens et 10 civils,
Le 29 mars, une frappe israélienne vise un dépôt de roquettes du Hezbollah, près de l'aéroport d'Alep, ainsi que des usines relevant du ministère syrien de la Défense à Safira,. Selon l'OSDH, la frappe fait au moins 52 morts, dont 38 soldats de l'armée syrienne, 7 miliciens du Hezbollah et 7 miliciens syriens pro-Iran,.
Le 1er avril, des frappes israéliennes visent l'ambassade iranienne à Damas détruisant totalement une annexe,. Selon l'OSDH, la frappe fait au moins 11 morts, dont sept officiers et un membre du Corps des gardiens de la révolution islamique, deux commandants syriens et un commandant libanais,. Dans un communiqué, le Corps des gardiens de la révolution islamique confirme la mort de sept de ses membres, dont deux hauts commandants de la Force Al-Qods : Mohammad Reza Zahedi et Mohammad Hadi Haji Rahimi. Selon l'OSDH, Zahedi était le commandant de la force Qods pour la Syrie, le Liban et la Palestine. En réponse l'Iran déclenche le 13 avril, l'opération Promesse honnête contre Israël.
Le 19 avril, le même jour où des frappes attribués à Israël visent des batteries antiaériennes à Ispahan en Iran, le ministre de la défense syrien affirme que des bombardements israéliens ont détruit des systèmes radars et de défense dans le sud de le Syrie.
Le 3 juin, entre 12 et 16 miliciens pro-iraniens sont tués dans une frappe israélienne sur une usine de la banlieue d'Alep,.
Du 8 au 9 septembre, des frappes aériennes israéliennes visent la région de Masyaf et plus précisément le Centre d'études et de recherches scientifiques (CERS) ainsi que des dépôts militaires. D'autres frappes sont signalées sur Damas et Tartous. Le bilan est d'au moins 14 morts (ou 18 morts selon l'OSDH), dont 4 civils et 43 blessés,.
Le 25 septembre, durant les bombardements israéliens sur le Liban, un drone est envoyé depuis la Syrie et détruit par la chasse israélienne au dessus du sud de la mer de Galilée. Le 1er octobre une frappe israélienne sur Damas tue 3 miliciens pro Iran, 3 civils et en blesse 9 autres. D'autres frappes sont menées contre des défenses antiaériennes de l'aéroports de Damas,.
Le 3 octobre, des navires de guerre israéliens tirent une trentaine de missiles contre la base russe de Khmeimim, dans la région de Lattaquié.
Le 6 octobre, des frappes israéliennes visent des sites militaires syriens dans la région de Homs, ainsi qu'un convois d'aide humanitaire y faisant 3 blessés.
Le 8 octobre, une frappe israélienne sur un immeuble "fréquenté par des Gardiens de la Révolution iraniens et des membres du Hezbollah" libanais de Damas cause la mort d'au moins 7 civils.
Le 9 octobre un policier syrien est tué dans une frappe israélienne à Qouneitra.
Le 2 novembre des frappes israéliennes ont lieu à Akroum, à la frontière avec le Liban, puis le 8 novembre à Sarakeb dans la province d'Idleb, le 11 novembre à Shamsin et le 13 novembre à Qussair. Ces frappes visent les routes de ravitaillement du Hezbollah.
Dans la nuit du 16 au 17 octobre, une frappe israélienne contre un entrepôt d'armes à Lattaquié provoque des incendies.
Le 10 novembre une frappe israélienne contre un immeuble de Sayyeda Zeinab dans la banlieue de Damas fait au moins 9 morts, dont 4 civils et un commandant du Hezbollah, ainsi que 14 blessés, selon l'OSDH.
Le 14 novembre des frappes israéliennes simultanées visent Damas et font 20 morts dont 3 civils et 3 miliciens du Jihad islamique palestinien, selon l'OSDH.
Le 20 novembre des frappes israéliennes sur Palmyre font, selon l'OSDH, 71 morts, dont 46 miliciens syriens, 26 autres miliciens pro-iraniens, 4 membres du Hezbollah, ainsi que 50 blessés.
Le 27 novembre des frappes israéliennes visent des points de passage frontaliers entre le Liban et la Syrie faisant 6 morts dont 2 soldats syriens et 4 civils, ainsi que 12 blessés, dont des enfants et des travailleurs humanitaires, selon le régime syrien.

### Incursions israéliennes en Syrie (Décembre 2024 - Présent)
Le 8 décembre 2024, à la suite de l'offensive rebelle provoquant la chute du régime de Bachar Al-Assad, l'armée israélienne tente de prendre le contrôle de territoires proches du plateau du Golan, territoire syrien occupé par Israël, afin de créer une zone tampon. Lors de cette opération Tsahal mène des raids aériens contre des positions rebelles proches de la frontière et capture le côté syrien du mont Hermon, ainsi que des localités proches de Quneitra,,. Entre le 8 et le 10 décembre, l'armées de l'air israélienne et la marine israélienne mènent plus de 480 frappes à travers la Syrie sur : les bases militaires syriennes, les aéroports militaires (détruisant la totalité des MiG-29 de l'armée de l'air syrienne), la flotte syrienne à Lattaquié, les bâtiments militaires, le QG du renseignement syriens, les systèmes antiaériens et les entrepôts d'armes afin d'éviter qu'elles ne tombent aux mains des rebelles,,,.
Dans la nuit du 15 au 16 décembre 2024, une frappe israéliennes sur des entrepôts d'armes à Tartous provoque une immense explosion et un séisme de magnitude 3 sur l'échelle de Richter.
Le 17 mars 2025, des bombardements israéliens contre une ancienne base militaire du régime syrien, utilisée par  la nouvelle armée syrienne, près de Deraa font 3 morts et 19 blessés.
Le 21 et 25 mars, des bombardements israéliens visent les bases de Tiyas et Tadmor faisant 4 morts,.
Le 25 mars 2025, au moins cinq syrien sont tués pars des chars israéliens dans la province de Deraa alors qu'ils tentait de s'opposer à l'invasion de leur village par Israël.
Le 27 mars, des frappes israéliennes ont touché des dépôts de munitions dans la province côtière de Lattaquié.
Le 2 avril d'intenses bombardements israéliens visent l'aéroport militaire de Hama, la base T4 et un centre de recherche militaire à Damas faisant 13 morts, dont 4 soldats syriens. Ces frappes surviennent alors qu'un accord de coopération militaire est sur le point d'être finalisé entre la Syrie et la Turquie, coupant les ambitions turques de déploiement sur les bases syriennes,.
Le 3 avril, au moins 10 personnes ont été tués dans des bombardements israéliens à Nawa, après que des soldats de Tsahal aient été attaqué par des habitants alors qu'ils progressaient plus loin en territoire syrien.

## Réponse russe
Les frappes israéliennes se poursuivent après le déploiement de l'armée russe en Syrie. Le journal libanais As-Safir mentionne des avertissements envoyés par la Russie à Israël après détection de ses avions. Selon le quotidien israélien Yedioth Ahronoth, à une occasion les avions russes se sont présentés et ont dissuadé l'aviation israélienne de poursuivre une mission. En avril 2016, Yedioth Ahronoth affirme même que les forces russes ont ouvert le feu au moins deux fois sur les avions israéliens. Le port-parole du Kremlin Dmitri Peskov indiqua que ces affirmations étaient « loin de la réalité ».
Le roi de Jordanie Abdallah II a également déclaré que son aviation avait fait une démonstration de présence en soutien aux Israéliens lors d'une confrontation avec les Russes,.

## Cas des incursions russes
L'aviation russe, qui participe à la guerre civile syrienne en tant qu'alliée du gouvernement, a également été signalée par les autorités israéliennes comme ayant violé leur territoire. Toutefois Israël et la Russie souhaitant conserver de bonnes relations, avaient mis en place une structure de communication dédiée à ce genre d'incidents. L'avion russe a donc quitté le territoire israélien dès qu'il a été prévenu de son erreur.

## Accrochage avec l'État islamique
Le 27 novembre 2016, un accrochage oppose pour la première fois des soldats israéliens à des djihadistes de l'État islamique sur le plateau du Golan. Quatre hommes de l'EI sont tués,.

## Bilan
Début septembre 2018, un responsable militaire israélien confirme à l'AFP que 202 frappes sont menées en Syrie et 800 missiles et bombes lancés au cours des 18 derniers mois, la plupart contre des cibles liées au Gardiens de la révolution islamique.
Le 17 septembre 2018, l'Observatoire syrien des droits de l'homme (OSDH) affirme qu'au moins 113 Iraniens ont été tués par des frappes israéliennes au cours des deux mois précédents.
Le 13 avril 2019, l'OSDH déclare que depuis avril 2018, il y a au 232 morts dans les frappes israéliennes, parmi lesquels figurent 146 soldats iraniens.
Au cours de l'année 2023, les frappes de l'armée israélienne, causent selon l'OSDH la mort d'au moins 40 soldats et miliciens du régime syriens, 26 hommes du Hezbollah, 14 miliciens syriens pro-Iran, 63 miliciens étrangers pro-Iran, sept militaires iraniens du Corps des gardiens de la révolution islamique, deux hommes du Jihad islamique palestinien et quatre civils, dont deux femmes et un enfant.
Au cours de l'année 2024, les frappes de l'armée israélienne, causent selon l'OSDH, la mort d'au moins 64 soldats et miliciens du régime syriens, 59 hommes du Hezbollah, 57 miliciens irakiens, 162 miliciens syriens pro-Iran, 41 miliciens étrangers pro-Iran, 25 militaires iraniens du Corps des gardiens de la révolution islamique, six personnes non-identifiées et 68 civils, dont 16 femmes et 13 enfants.